# Амага
Амага (англ. amagat, обозначается amg, Am) — это практическая единица концентрации частиц. Хотя она и может быть применима к любому веществу и при любых условиях, но определяется как количество молекул идеального газа на единицу объёма при 1 атм (101325 Па) и температуре 0 °C (273,15 К). Названа в честь ученого Эмиля Амага (фр. Emile Amagat), в честь которого назван также закон Амага.

## Определение
Концентрация частиц в amg, обозначается здесь {\displaystyle \eta }, определяется как
{\displaystyle \eta ={\frac {n}{n_{0}}}},
где n0 = 1 amg = 2.686 7805⋅1025 м−3 = 44.615 036 моль/м3 — постоянная Лошмидта.
На практике концентрацию частиц идеального газа при давлении P и температуре T можно рассчитать
{\displaystyle \eta =\left({\frac {p}{p_{0}}}\right)\left({\frac {T_{0}}{T}}\right)\,{\rm {amg}}},
где T0 = 273.15 К и p0 = 101.325 кПа.

## Пример
Концентрация частиц идеального газа (например, воздуха) при комнатной температуре (20 °C) и 1 atm (101.325 кПа)
{\displaystyle \eta =\left({\frac {1\,{\rm {atm}}}{p_{0}}}\right)\left({\frac {273.15\,{\rm {K}}}{(273.15+20)\,{\rm {K}}}}\right){\rm {amg}}=0.932\,{\rm {amg}}}.